# Myophthiria fimbriata
Myophthiria fimbriata är en tvåvingeart som först beskrevs av Waterhouse 1887.  Myophthiria fimbriata ingår i släktet Myophthiria och familjen lusflugor. Inga underarter finns listade i Catalogue of Life.